# کاپلن-دروسوایلر
کاپلن-دروسوایلر (به آلمانی: Kapellen-Drusweiler) یک شهر در آلمان است که در Bad Bergzabern واقع شده‌است. کاپلن-دروسوایلر ۹۵۱ نفر جمعیت دارد.